# Ivar Waller
Ivar Waller (Flen, 11 de junho de 1898 — Uppsala, 12 de abril de 1991) foi um físico sueco. Foi professor de física teórica da Universidade de Uppsala. Desenvolveu a teoria do espalhamento de raios X por vibração da estrutura de um cristal, com base em investigações anteriores de Peter Debye. O fator de Debye-Waller, que ele introduziu em sua tese de doutorado de 1925, é o tratamento definitivo do efeito de vibrações térmicas em cristalografia de raios X.
Foi membro da Academia Real das Ciências da Suécia a partir de 1945, e integrou o Comitê Nobel de Física de 1945 a 1972. Um de seus orientados foi o químico quântico Per-Olov Löwdin.